# Лимфоцитарная интерстициальная пневмония
Лимфоцитарная интерстициальная пневмония — одно из наиболее редко встречающихся заболеваний группы идиопатических интерстициальных пневмоний, которое характеризуется распространенной гомогенной инфильтрацией легочного интерстиция лимфоцитами.
Впервые в 1969 году заболевание было описано, как доброкачественное лимфопролиферативное заболевание, ограниченное легкими .

## Эпидемиология
Заболеванием чаще страдают женщины в возрасте от 40 до 60 лет. 75% больных лимфоцитарной интерстициальной пневмонией некурящие. В литературе описаны случаи заболевания у детей с гипогаммаглобулинемией и вирусом иммунодефицита человека.

## Клиническая картина
Заболевание начинается постепенно. Ведущими симптомами болезни являются:
- одышка;
- сухой кашель, однако, иногда регистрируют небольшое отхождение мокроты;
- утомляемость;
- артралгии;
- снижение массы тела;
- симптом "барабанных палочек".

Аускультативно выслушивается крепитация, иногда - сухие свистящие хрипы
При проведении функции внешнего дыхания выявляют нарушения по рестриктивному типу и умеренное снижение диффузии газов в легких.

## Дифференциальная диагностика
Дифференциальную диагностику следует проводить со следующими заболеваниями:
- псевдолимфома;
- первичная лимфома;
- лимфоматозный гранулёматоз;
- доброкачественный лимфоматоидный ангиит с гранулёматозом;
- ангиоиммунобластная лимфаденопатия[2].

## Диагностика
Ведущие методы диагностики лимфоцитарной интерстициальной пневмонии :
- ФВД

- Рентгенография грудной клетки, выявляют ретикулярные изменения в базальных клетках
- КТ высокого разрешения, на которой выявляют утолщение межальвеолярных перегородок, центролобулярные узелки, кистозные полости и небольшие участки консолидации легочной ткани. Для КТ картины характерны участки пониженной прозрачности паренхимы по типу «матового стекла».
- Цитологическое исследование бронхоальвеолярного лаважа. Выявляют повышенный цитоз и значительное число лимфоцитов, нейтрофилов и эозинофилов[3].

Точно поставить диагноз можно лишь после проведение открытой биопсии легких. 

## Лечение
Основу терапии составляют глюкокортикостероиды и цитостатики. У 80% пациентов наблюдается стабилизация и улучшение состояния на фоне проводимой терапии.